# Rhabdomastix (Rhabdomastix) leonardi
Rhabdomastix (Rhabdomastix) leonardi is een tweevleugelige uit de familie steltmuggen (Limoniidae). De soort komt voor in het Nearctisch gebied.